# Tipula (Lunatipula) latistyla
Tipula (Lunatipula) latistyla is een tweevleugelige uit de familie langpootmuggen (Tipulidae). De soort komt voor in het Palearctisch gebied.